# براندون پلسون
براندون پلسون (انگلیسی: Brandon Paulson؛ زادهٔ ۲۲ اکتبر ۱۹۷۳) کشتی‌گیر پیشین اهل ایالات متحده آمریکا در دسته‌های ۵۲ و ۵۴ کیلوگرم کشتی فرنگی است. او برندهٔ مدال نقره بازی‌های المپیک ۱۹۹۶ آتلانتا و نایب‌قهرمان مسابقات قهرمانی کشتی جهان در ۲۰۰۱ است. او در بازی‌های پان امریکن ۲۰۰۳ نیز به مدال نقره رسید. پلسون اکنون به عنوان معاون بازاریابی فروش در شرکت‌های آمریکایی فعالیت می‌کند.